# Chandler (cratère)
Pour les articles homonymes, voir Chandler.
Chandler est un cratère d'impact lunaire situé dans l' hémisphère nord, sur la face cachée de la Lune. Il se trouve au sud-est de la grande plaine fortifiée D'Alembert et au sud-est du cratère de Tchernychev, légèrement plus petit.
Il s'agit d'un cratère fortement usé et érodé, qui n'est plus aujourd'hui qu'une large dépression irrégulière creusée dans la surface lunaire accidentée. Le cratère Chandler P, légèrement plus petit mais tout aussi usé, est rattaché à son bord extérieur sud-sud-ouest. Plusieurs petits cratères bordent le bord et la paroi intérieure de Chandler, mais la partie nord du bord a été presque entièrement détruite par une série de petits impacts. Il semble également y avoir une série d'impacts traversant le milieu du cratère, avec un double impact dans la moitié ouest et une série de trois impacts dans la moitié est. Le reste du sol est quelque peu irrégulier, avec plusieurs petits cratères et deux petits impacts près du bord sud.
Avant d'être officiellement nommé par l'Union astronomique internationale en 1970, Chandler s'appelait Crater 66. Le cratère Chandler P s'appelait Crater 64, et un cratère sans nom au nord-est de Chandler s'appelait Crater 68.

## Cratères satellites
Par convention, ces caractéristiques sont identifiées sur les cartes lunaires en plaçant la lettre sur le côté du point médian du cratère le plus proche de Chandler.
| Chandler | Latitude | Longitude | Diamètre |
| -------- | -------- | --------- | -------- |
| G        | 43,3° N  | 175,8° E  | 33 km    |
| P        | 41,7° N  | 170,3° E  | 67 km    |
| Q        | 41,2° N  | 169,2° E  | 16 km    |
| U        | 45,5° N  | 166,7° E  | 14 km    |